# The Association of Language Testers of Europe
Европейская ассоциация экзаменационных советов по иностранным языкам ALTE (англ. The Association of Language Testers of Europe) — объединение ведущих национальных организаций, занимающихся тестированием на знание языка как иностранного.
Задачей ALTE является разработка единых стандартов тестирования с однозначным распределением компетенций по уровням владения языком, которые разделены на 4 области: общий язык, туризм, работа и обучение.
Организация ALTE была основана в 1989 году Кембриджским университетом и Университетом Саламанки для приведения их методик тестирования к единому стандарту. В настоящее время стандарт имеет 6 уровней и он лег в основу CEFR.

## Члены ассоциации
- Английский язык
  - Тринити-колледж (Лондон)
  - ESOL Кембриджского университета
- Баскский язык
  - Eusko Jaurlaritza
- Болгарский язык
  - Софийский университет
- Венгерский язык
  - Будапештский университет
- Галисийский язык
  - Xunta de Galicia
- Греческий язык
  - Афинский университет
- Датский язык
  - Danish Language Testing Consortium
- Ирландский язык
  - Ирландский национальный университет
- Испанский язык
  - Институт Сервантеса
- Итальянский язык
  - Università per Stranieri, Perugia (USP)
- Каталанский язык
  - Женералитет Каталонии
- Латвийский язык
  - Latvijas Republikas Naturalizācijas pārvalde
- Литовский язык
  - Вильнюсский университет
- Люксембургский язык
  - Centre de Langues Luxembourg
- Немецкий язык
  - Test Deutsch als Fremdsprache
  - Институт имени Гёте
  - telc GmbH
- Нидерландский язык
  - Certificaat Nederlands als Vreemde Taal
  - Cito
- Норвежский язык
  - Бергенский университет
- Польский язык
  - Ягеллонский университет
- Португальский язык
  - Лиссабонский университет
- Словенский язык
  - Люблянский университет
- Финский язык
  - University of Jyväskylä
- Уэльский язык
  - Cyd-Bwyllgor Addysg Cymru
- Французский язык
  - Chambre de Commerce et d’industrie de Paris
  - Centre international d’études pédagogiques
  - Альянс Франсез
- Чешский язык
  - Институт языковой и профессиональной подготовки Карлова университета
- Шведский язык
  - Стокгольмский университет
- Эсперанто
  - Будапештский университет
- Эстонский язык
  - Riiklik Eksami- ja Kvalifikatsioonikeskus